# دهلیز (معماری)
دهلیز در معماری به معنی دروازه و اندرون سراست (انجمن آرا). بالان. دالان. معرب دالیز. فاصلهٔ میان در و خانه. راهرو یا ایوان ستوندار، رواق، دالان و محل میانهٔ دو در یا محلی که میان در خارجی خانه باشد و شیخانه نیز گویند.
مانند شعر زیر از فردوسی:
پیاده به دهلیز کاخ اندرون         همی رفت بهرام بی رهنمون.